# Gardena (Dakota del Norte)
Gardena es una ciudad ubicada en el condado de Bottineau en el estado estadounidense de Dakota del Norte. En el censo de 2010 tenía una población de 29 habitantes y una densidad poblacional de 34,56 personas por km².

## Geografía
Gardena se encuentra ubicada en las coordenadas 48°42′5″N 100°29′55″O / 48.70139, -100.49861. Según la Oficina del Censo de los Estados Unidos, Gardena tiene una superficie total de 0.84 km², de la cual 0.84 km² corresponden a tierra firme y (0%) 0 km² es agua.

## Demografía
Según el censo de 2010, había 29 personas residiendo en Gardena. La densidad de población era de 34,56 hab./km². De los 29 habitantes, Gardena estaba compuesto por el 100% blancos, el 0% eran afroamericanos, el 0% eran amerindios, el 0% eran asiáticos, el 0% eran isleños del Pacífico, el 0% eran de otras razas y el 0% pertenecían a dos o más razas. Del total de la población el 0% eran hispanos o latinos de cualquier raza.